# La Torreta de Suterranya
La Torreta de Suterranya és una muntanya de 958,4 metres que es troba al límit dels municipis de Tremp (antic terme de Suterranya) i Isona i Conca Dellà (antic terme d'Orcau), a la comarca del Pallars Jussà.
És al nord-est del poble de Suterranya, al nord-oest del d'Orcau, i al sud del poble abandonat de Montesquiu, a la serralada que separa els dos termes anteriorment esmentats. És al nord del Puig Falconer i a llevant de la Serra de Coll i del Roc de Neret.